# 自然砒
自然砒（しぜんひ、native arsenic、arsenic）あるいは自然ヒ素（しぜんヒそ）は鉱物（元素鉱物）の一種。化学組成は As。結晶系は三方晶系。砒素は半金属に分類される。名称はギリシャ語で硫黄（砒素硫化物）を意味する arsenicon にルーツをもっている。主要生産地は福井県、アメリカ・アリゾナ州ワシントンキャンプがあげられる。
空気中では表面が黒く変化する。

## 自然砒グループ
- 自然砒（arsenic） : As
- 自然アンチモン（antimony） : Sb
- 自然蒼鉛（bismuth） : Bi

## 多形
- 輝砒鉱（アーセノランプライト、arsenolamprite） : 斜方晶系
- パラ輝砒鉱（pararsenolamprite） : 斜方晶系